# Bulgarischer Meister (Eishockey)
Der Bulgarische Meister im Eishockey wird seit 1952 in der Bulgarischen Eishockeyliga, der höchsten Spielklasse des Landes, ermittelt. Rekordmeister ist der HK Slawia Sofia mit bislang 21 Titeln.

## Bisherige Titelträger
| - 2022: NSA Sofia - 2021: SK Irbis-Skate - 2020: SK Irbis-Skate - 2019: SK Irbis-Skate - 2018: ausgefallen - 2017: SK Irbis-Skate - 2016: SK Irbis-Skate - 2015: HK ZSKA Sofia - 2014: HK ZSKA Sofia - 2013: HK ZSKA Sofia - 2012: HK Slawia Sofia - 2011: HK Slawia Sofia - 2010: HK Slawia Sofia - 2009: HK Slawia Sofia - 2008: HK Slawia Sofia - 2007: Akademik Sofia - 2006: Akademik Sofia - 2005: HK Slawia Sofia - 2004: HK Slawia Sofia - 2003: HK Lewski Sofia - 2002: HK Slawia Sofia - 2001: HK Slawia Sofia - 2000: HK Slawia Sofia - 1999: HK Lewski Sofia - 1998: HK Slawia Sofia | - 1997: HK Slawia Sofia - 1996: HK Slawia Sofia - 1995: HK Lewski Sofia - 1994: HK Slawia Sofia - 1993: HK Slawia Sofia - 1992: HK Lewski Sofia - 1991: HK Slawia Sofia - 1990: Lewski-Spartak Sofia - 1989: Lewski-Spartak Sofia - 1988: HK Slawia Sofia - 1987: HK Slawia Sofia - 1986: HK ZSKA Sofia - 1985: HK Slawia Sofia - 1984: HK ZSKA Sofia - 1983: HK ZSKA Sofia - 1982: Lewski-Spartak Sofia - 1981: Lewski-Spartak Sofia - 1980: Lewski-Spartak Sofia - 1979: Lewski-Spartak Sofia - 1978: Lewski-Spartak Sofia - 1977: Lewski-Spartak Sofia - 1976: Lewski-Spartak Sofia - 1975: HK ZSKA Sofia - 1974: HK ZSKA Sofia - 1973: HK ZSKA Sofia | - 1972: HK ZSKA Sofia - 1971: HK ZSKA Sofia - 1970: Krakra Pernik - 1969: HK ZSKA Sofia - 1968: HK Metalurg Pernik - 1967: HK ZSKA Sofia - 1966: HK ZSKA Sofia - 1965: HK ZSKA Sofia - 1964: ZDNA Sofia - 1963: Tscherweno sname Sofia - 1962: Tscherweno sname Sofia - 1961: Tscherweno sname Sofia - 1960: Tscherweno sname Sofia - 1959: Tscherweno sname Sofia - 1958: Tscherweno sname Sofia - 1957: nicht ausgetragen - 1956: Tscherweno sname Sofia - 1955: HK Torpedo Sofia - 1954: HK Udarnik Sofia - 1953: HK Udarnik Sofia - 1952: Tscherweno sname Sofia - 1951: ZDNA Sofia - 1949: ZDNV Sofia - 1948: Septemwrisko Sofia |

## Meisterschaften nach Teams
| Titel | Mannschaft                                       | Jahr |
| ----- | ------------------------------------------------ | --- |
| 21    | HK Slawia Sofia HK Udarnik Sofia (1951–1957)     | 1953, 1954, 1985, 1987, 1988, 1991, 1993, 1994, 1996, 1997, 1998, 2000, 2001, 2002, 2004, 2005, 2008, 2009, 2010, 2011, 2012 |
| 16    | HK ZSKA Sofia ZDNA Sofia                         | 1964, 1965, 1966, 1967, 1969, 1971, 1972, 1973, 1974, 1975, 1983, 1984, 1986, 2013, 2014, 2015                               |
| 13    | HK Lewski Sofia Lewski-Spartak Sofia (1969–1990) | 1976, 1977, 1978, 1979, 1980, 1981, 1982, 1989, 1990, 1992, 1995, 1999, 2003                                                 |
| 8     | Tscherweno sname Sofia                           | 1952, 1956, 1958, 1959, 1960, 1961, 1962, 1963                                                                               |
| 5     | SK Irbis-Skate                                   | 2016, 2017, 2019, 2020, 2021                                                                                                 |
| 2     | Akademik Sofia                                   | 2006, 2007 |
| 2     | HK Metalurg Pernik Krakra Pernik (1968–1973)     | 1968, 1970 |
| 1     | NSA Sofia                                        | 2022 |
| 1     | Torpedo Sofia                                    | 1955 |